# Вишневе (Богодухівський район)
Вишне́ве — село в Україні, у Валківській міській громаді Богодухівського району Харківської області. Населення становить 236 осіб. До 2020 орган місцевого самоврядування — Мельниківська сільська рада.

## Географія
Село Вишневе розташоване на правому березі річки Орчик. Вище за течією розташоване село Мельникове. На протилежному березі село Скельки. Поруч знаходиться село Різдвяне. На південно-західній околиці села в річку Орчик впадає струмок Суха Балка

## Історія
Під час організованого радянською владою Голодомору 1932—1933 років померло щонайменше 76 жителів села.
12 червня 2020 року, розпорядженням Кабінету Міністрів України № 725-р «Про визначення адміністративних центрів та затвердження територій територіальних громад Харківської області», увійшло до складу Валківської міської громади.
19 липня 2020 року, в результаті адміністративно-територіальної реформи та ліквідації Валківського району, село увійшло до складу Богодухівського району.